# Capnella ramosa
Capnella ramosa is een zachte koraalsoort uit de familie Nephtheidae. De koraalsoort komt uit het geslacht Capnella. Capnella ramosa werd in 1913 voor het eerst wetenschappelijk beschreven door Light. 